# Огинський Ян
Ян Фелікс Огінський (Ян Агінскі, 1592 — 1640) — державний та суспільний діяч Речі Посполитої.

## Життєпис
Походив з білоруського князівського роду Огінських гербу Брама. Третій син Богдана Огинського, підкоморія троцького, і Раїни Волович. народився 1592 року. Навчався в Нідерландах. До 1612 року повернувся до Речі Посполитої. Допомагав батько в управлінні маєтностями. Водночас став активним опонентом церковної унії, підтримував Віленське братство. У 1613 році стає дворянином королівським. 1619 роцы подарував Могылывському православну братству дылянку землы, де 1620 року було засновано Богоявленський Братський монастир.
У 1623 році придбав землі у Вітебському та Чернігівському воєводствах. Водночас одружився з Катеринрю з роду Жилінських. У 1625 році після смерті останнього отримав володіння в Жаслейському старостві та Мозирському повіті. 1629 році стає опікуном Богуслава Радзивілла. У 1630 році остаточно розділив родинні маєтності з братами. Водночас стає старостою Віленського православного братства, опікуном Могілівського братства, Мінського жіночого монастиря та Богоявленського монастиря у Полоцьку.
У 1633 році за заповітом матері отримав 1/3 Микулінського маєтності в Вітебському воєводстві. Того ж року призначається Мстиславським каштеляном та Мстиславським старостою. Брав участь у Смоленській війні. У 1639 році через хворобу склав повноваження каштеляна. Помер 1640 року. Його маєтки розділено між родичами.